# لاري مان
لاري مان (بالإنجليزية: Larry Mann) هو سائق سباق أمريكي، ولد في 5 يونيو 1930 في يونكيرس في الولايات المتحدة، وتوفي في 14 سبتمبر 1952 في فيلادلفيا في الولايات المتحدة.

## وصلات خارجية
- لاري مان على موقع Racing-Reference.info (الإنجليزية)